# BMW 507

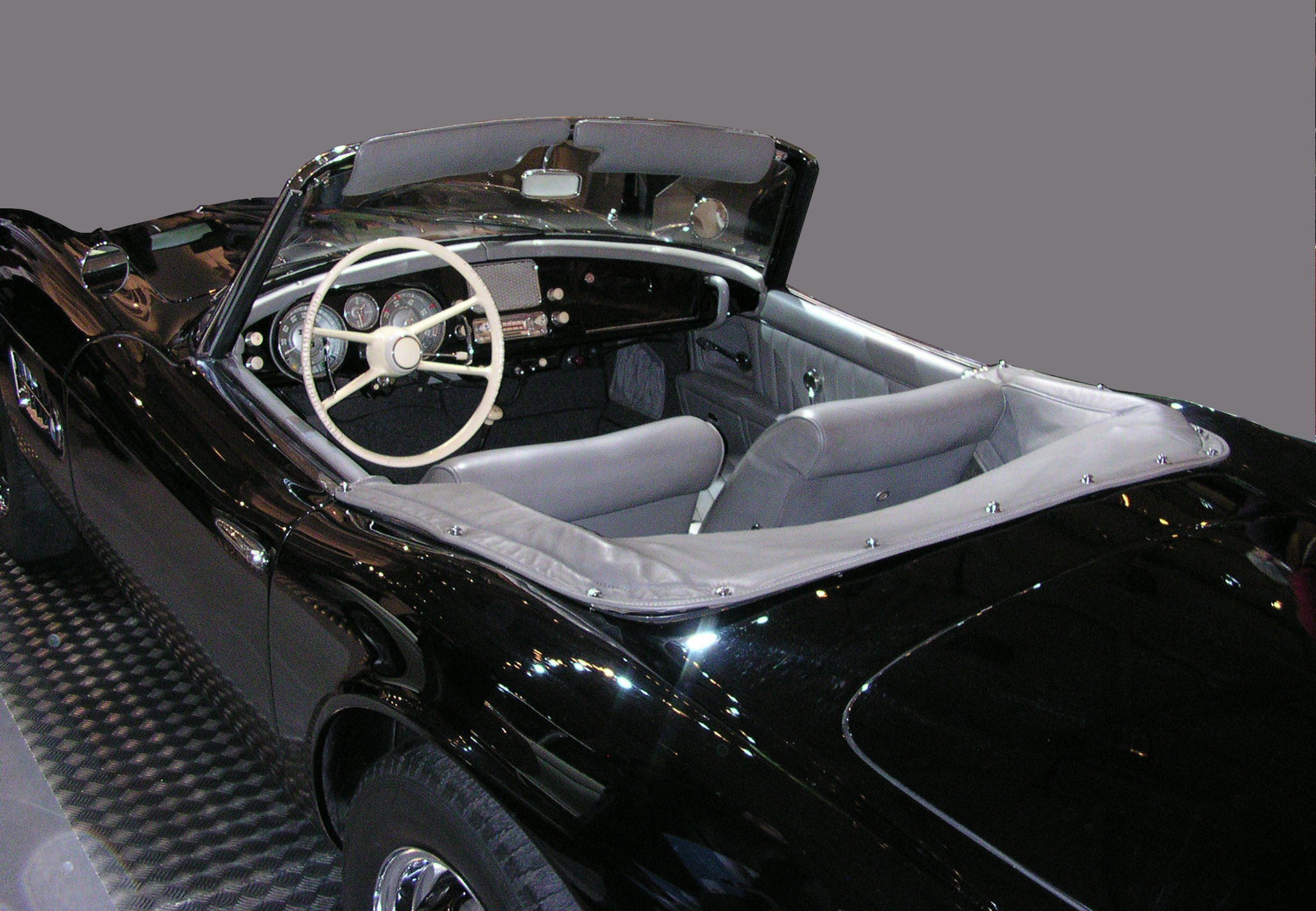
Interior de un BMW 507.

El BMW 507 es un automóvil deportivo fabricado por la marca alemana BMW entre 1956 y 1960.

## Origen
El 507 surgió de la mente de Max Hoffman (un importador de BMW en Estados Unidos), y representó el resurgir de la marca tras los graves daños causados por la Segunda Guerra Mundial. Hoffman fue capaz de convencer a BMW para fabricar un deportivo que mostrase al mundo sus capacidades, un rival adecuado para el Mercedes-Benz 300 SL. El resultado de este desafío fue el exclusivo 507, que fue presentado al público en el Salón del Automóvil de Nueva York de 1955, aunque su producción comenzaría al año siguiente.

## Carrocería
La carrocería del BMW 507 fue diseñada por el conde Albrecht von Goertz, que dibujó las elegantes líneas de un roadster con dos puertas y dos plazas. La carrocería del 507 estaba fabricada íntegramente en aluminio, lo que permitía que el peso del coche se mantuviese en unas cifras adecuadas.

## Mecánica
El motor elegido para el 507 fue un V8 de 3200 cc, una versión potenciada y aumentada en cilindrada del motor usado en el sedán 502. El motor del 507 estaba alimentado por dos carburadores de doble cuerpo y proporcionaba 150 caballos de potencia. Estaba asociado a una caja de cambios ZF de cuatro velocidades y gracias a la buena relación peso/potencia del vehículo, la velocidad máxima alcanzaba los 217 km/h, mientras que la aceleración de 0 a 100 km/h se quedaba en 8,8 segundos.
En cuanto al resto de la mecánica, el chasis era una versión recortada en cerca de cuarenta centímetros del usado en el BMW 503. Sobre él se asentaban la suspensión delantera independiente y la trasera de eje rígido. Los frenos eran de tambor en las cuatro ruedas.

## Comercialización
Según las previsiones de Max Hoffman, el 507 se vendería a un precio de 5.000 dólares (12.000 marcos) con unas ventas de 2.000 unidades anuales. Sin embargo, dichas previsiones se mostraron muy equivocadas, y cuando el deportivo se puso finalmente a la venta, el precio alcanzaba los 9.000 dólares debido a los altos costes de producción. Este alto precio provocó que la producción del modelo fuese muy inferior a la planeada, llevando a BMW al borde de la bancarrota, dado que acababa perdiendo dinero con cada unidad producida. Solo se construyeron 254 unidades entre los años 57 y 59
Debido a su alto precio, el 507 no fue un coche accesible para el gran público, y solo unos pocos afortunados pudieron adquirir una unidad. Entre ellos se encuentra el popular cantante Elvis Presley, que compró una unidad, la del chasis 70079, cuando sirvió en el ejército con destino en Alemania. Posteriormente, al volver a los Estados Unidos, en 1960, se llevó consigo el coche pero lo vendió ese mismo año. Años más tarde le regalaría otro, chasis 70192, a la actriz Ursula Andress, que lo mantuvo en su poder durante veinte años. La unidad  con el chasis 70079 fue encontrada  por la BMW  y restaurado,   entre 2014 y 2016  a un costo de US$9 millones, encontrándose hoy dia en el Museo de la BMW en Munich.

## Producción y valoración
La producción del BMW 507 solo alcanzó la cifra de 253 unidades, de las cuales se calcula que el ochenta por ciento han sobrevivido hasta el presente. Es un automóvil extremadamente bien valorado en el mercado de clásicos. Al 2023, ha habido 22 unidades de este modelo que han superado, cada uno, el millón de dólares en ventas, siendo el mayor monto  alcanzado el que fuese de propiedad de John Surtees, por el que se pagaron  US$5m en el 2018.   En el año 2000, BMW lanzó al mercado el que puede considerarse su heredero, el exclusivo BMW Z8.

## Ficha técnica

### Motor
- Disposición: delantero longitudinal
- Cilindrada: 3.168 cc
- Cilindros: 8 cilindros V a 90 grados
- Diámetro x carrera: 82,0 × 75,0 mm
- Compresión: 7,8 a 1
- Refrigeración: por agua
- Potencia/régimen: 150 CV 5.000 rpm
- Par motor/régimen: 220 Nm/4000 rpm
- Potencia específica: 47 CV/L
- Alimentación: dos carburadores Zenith de doble cuerpo
- Aspiración: Natural
- Distribución: OHV, dos válvulas por cilindro
- Combustible: gasolina

### Transmisión
- Tracción: trasera
- Caja de cambios: manual ZF de 4 velocidades

### Bastidor
- Carrocería: roadster biplaza, fabricada en aluminio
- Chasis: en caja, fabricado en acero
- Suspensión delantera: independiente, con paralelogramo, barras de torsión longitudinales y amortiguadores telescópicos
- Suspensión trasera: eje rígido con barra Panhard, barras de torsión longitudinales y amortiguadores telescópicos
- Frenos: de tambor en las cuatro ruedas.

### Medidas
- Longitud/Anchura/Altura: 4.380/1.650/1.300 mm
- Vías y batalla: 1.445(del)-1.425(detrás)/2.480 mm
- Peso en vacío: 1.340 kg

### Prestaciones
- Velocidad máxima: 217 km/h
- Aceleración 0-100 km/h: 8,8 s